# Strathocles imitata
Strathocles imitata là một loài bướm đêm trong họ Noctuidae.